# Silvina Ocampo
Silvina Ocampo Aguirre (sinh ngày 21 tháng 7 năm 1903, mất ngày 14 tháng 12 năm 1993) là một nhà thơ và nhà văn viết tiểu thuyết ngắn người Argentina.
Ocampo sinh ra ở Buenos Aires, là con út trong số sáu người con của Manuel Ocampo và Ramona Aguirre. Bà được giáo viên dạy kèm tại nhà. Một trong những chị em của bà là Victoria Ocampo, nhà xuất bản tạp chí văn học quan trọng Sur của Argentina. Bà học vẽ tại Paris, do Giorgio de Chirico chỉ dạy. Bà đã kết hôn với Adolfo Bioy Casares, người đã làm người yêu của bà khi ông 19 tuổi vào năm 1933. Họ kết hôn vào năm 1940. Vào năm 1954, bà đã nhận nuôi con gái của Bioy và một phụ nữ khác tên là Marta Bioy Ocampo (sinh năm 1954, mất năm 1994), người này bị giết trong một tai nạn ô tô chỉ ba tuần sau cái chết của Silvina Ocampo và để lại hai đứa con. Tài sản của Silvina Ocampo và Adolfo Bioy Casares gần đây (vào năm 2006) đã được Tòa án Buenos Aires giao cho một người con khác của Adolfo Bioy Casares có tên là Fabián Bioy. Fabián Bioy qua đời ở tuổi 40 vào tháng 2 năm 2006.
Với cái chết của Fabián Bioy, có khả năng nhiều tài liệu và bản thảo của cả hai nhà văn sẽ sớm có sẵn cho các học giả.